# La Quiaca
La Quiaca est une ville de la province de Jujuy, en Argentine, et le chef-lieu du département de Yavi. Elle est située à 234 km au nord de San Salvador de Jujuy et sert de poste frontière avec la Bolivie. Sa population s'élevait à 13 761 habitants en 2001.

## Géographie

### Situation
La ville de La Quiaca est située sur le río La Quiaca, un sous-affluent du río Pilcomayo, en Argentine.

### Climat

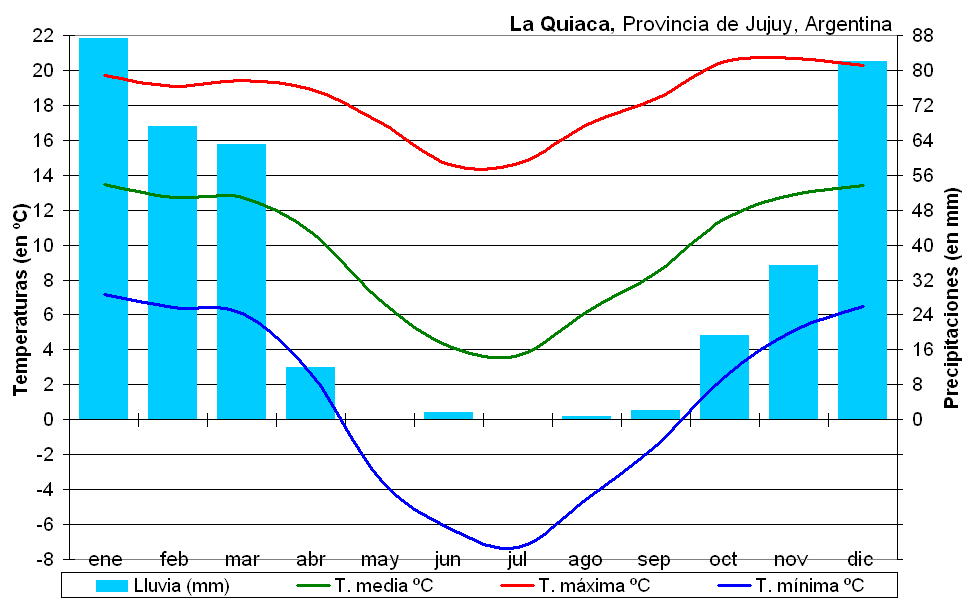
Climogramme de La Quiaca.

Elle présente un climat aride avec de grandes amplitudes thermiques, caractéristique de toute la région de la puna du Jujuy.
| Mois                                  | jan.      | fév.      | mars    | avril     | mai        | juin       | jui.       | août       | sep.       | oct.      | nov.      | déc.      | année      |
| ------------------------------------- | --------- | --------- | ------- | --------- | ---------- | ---------- | ---------- | ---------- | ---------- | --------- | --------- | --------- | ---------- |
| Température minimale moyenne (°C)     | 7,4       | 7         | 6,3     | 2,8       | −3         | −6,2       | −8,8       | −4,2       | −1,1       | 2,8       | 5,2       | 6,9       | 1,4        |
| Température moyenne (°C)              | 12,8      | 12,5      | 12,4    | 10,9      | 6,9        | 4,4        | 4,1        | 6,7        | 9,3        | 11,7      | 12,8      | 13,2      | 9,8        |
| Température maximale moyenne (°C)     | 20,1      | 19,9      | 19,9    | 19,7      | 17,3       | 15,6       | 15,4       | 17,4       | 19,2       | 21,1      | 21,7      | 21,3      | 19,1       |
| Record de froid (°C) date du record   | 1,7 1978  | −0,1 1976 | −1 2014 | −7,9 1971 | −12,6 1992 | −14,6 2002 | −15,2 1981 | −14,8 1965 | −11,2 1981 | −6,3 1986 | −3,5 1976 | 0,4 1980  | −15,2 1981 |
| Record de chaleur (°C) date du record | 27,7 2016 | 28,8 1998 | 28 1998 | 25,5 2005 | 23,4 2002  | 22,4 2015  | 21,7 2010  | 24,5 2010  | 27,2 2016  | 27,3 2011 | 28,5 2009 | 28,6 1997 | 28,8 1998  |
| Ensoleillement (h)                    | 263,5     | 228,8     | 269,7   | 288       | 297,6      | 285        | 297,6      | 303,8      | 291        | 306,9     | 303       | 275,9     | 3 410,8    |
| Précipitations (mm)                   | 97,5      | 68,4      | 55,9    | 8,2       | 1          | 0,5        | 0          | 1,4        | 3,5        | 16        | 27,3      | 71,9      | 351,6      |
| Nombre de jours avec précipitations   | 15,9      | 12,2      | 9,8     | 2,4       | 0,3        | 0,1        | 0          | 0,4        | 0,9        | 3,5       | 7,4       | 12,7      | 65,6       |
| Humidité relative (%)                 | 65,3      | 64,1      | 62,4    | 48,2      | 34,6       | 31,1       | 30,1       | 31,7       | 34,4       | 45,3      | 52,3      | 59,2      | 46,6       |
| Nombre de jours avec neige            | 0         | 0         | 0       | 0         | 0          | 0,1        | 0          | 0,2        | 0,1        | 0,2       | 0         | 0         | 0,6        |

| Diagramme climatique                                  |           |             |            |         |             |           |             |             |           |             |             |
| J                                                     | F         | M           | A          | M       | J           | J         | A           | S           | O         | N           | D           |
| 20,17,497,5                                           | 19,9768,4 | 19,96,355,9 | 19,72,88,2 | 17,3−31 | 15,6−6,20,5 | 15,4−8,80 | 17,4−4,21,4 | 19,2−1,13,5 | 21,12,816 | 21,75,227,3 | 21,36,971,9 |
| Moyennes : • Temp. maxi et mini °C • Précipitation mm |           |             |            |         |             |           |             |             |           |             |             |

## Transports
Elle se trouve à 290 kilomètres de la capitale de la province, San Salvador de Jujuy, par la route.
La Quiaca communique avec les autres provinces et villes d'Argentine par la légendaire route nationale 40, dont elle possède le 4928e et dernier kilomètre, et par la voie ferrée dite General Belgrano, tandis que la route provinciale 5 la met en relation avec Santa Catalina, Santa Victoria, Iruya et d'autres localités de l'extrême nord-ouest argentin.
Au nord de La Quiaca, au-delà de la frontière bolivienne, se trouve la ville de Villazón, qui fait partie de la même agglomération. Celle-ci comptait plus de 50 000 habitants en 2006. Les deux villes sont reliées par le pont international Horacio Guzmán.

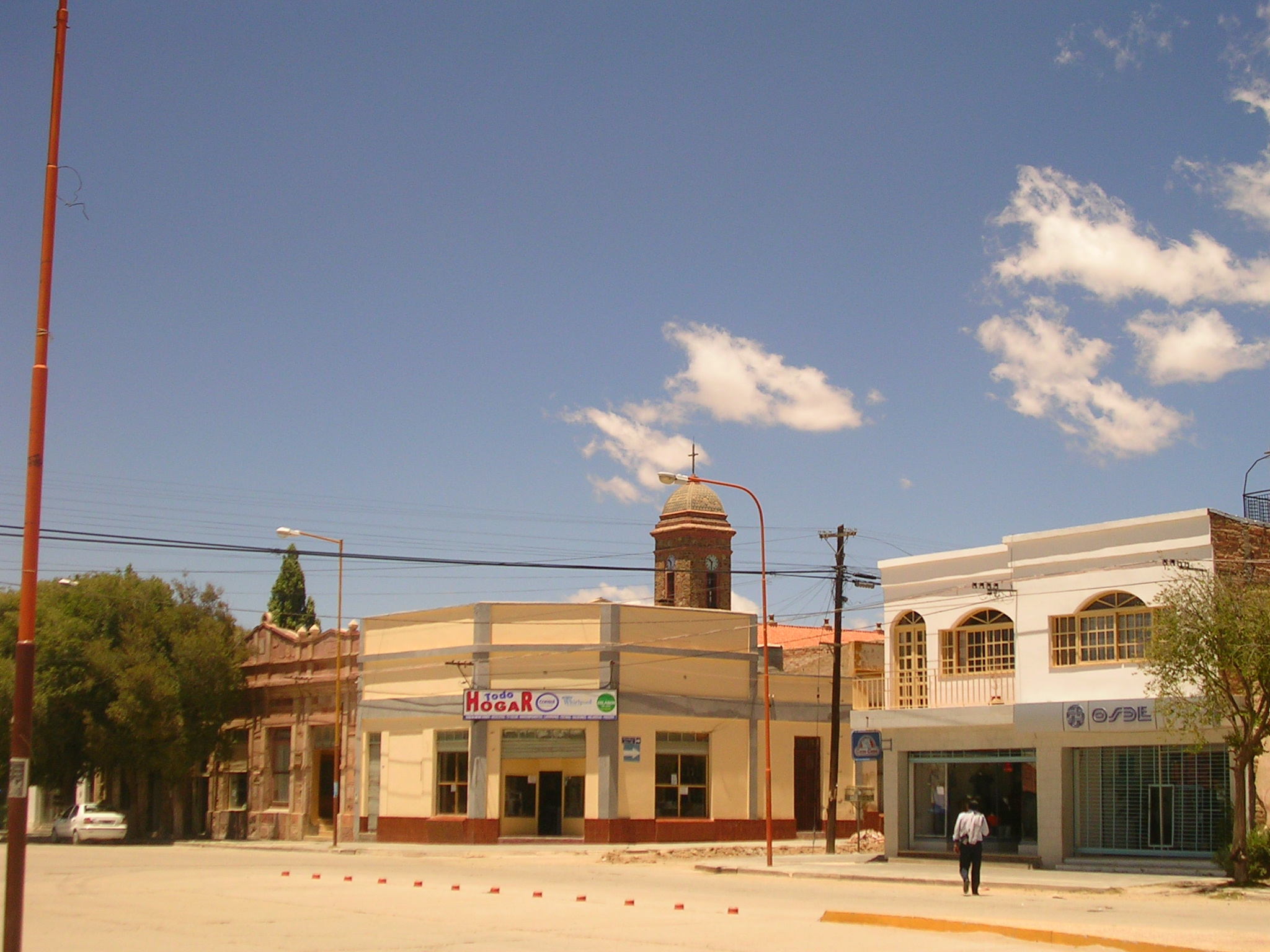
Vue du centre de La Quiaca.
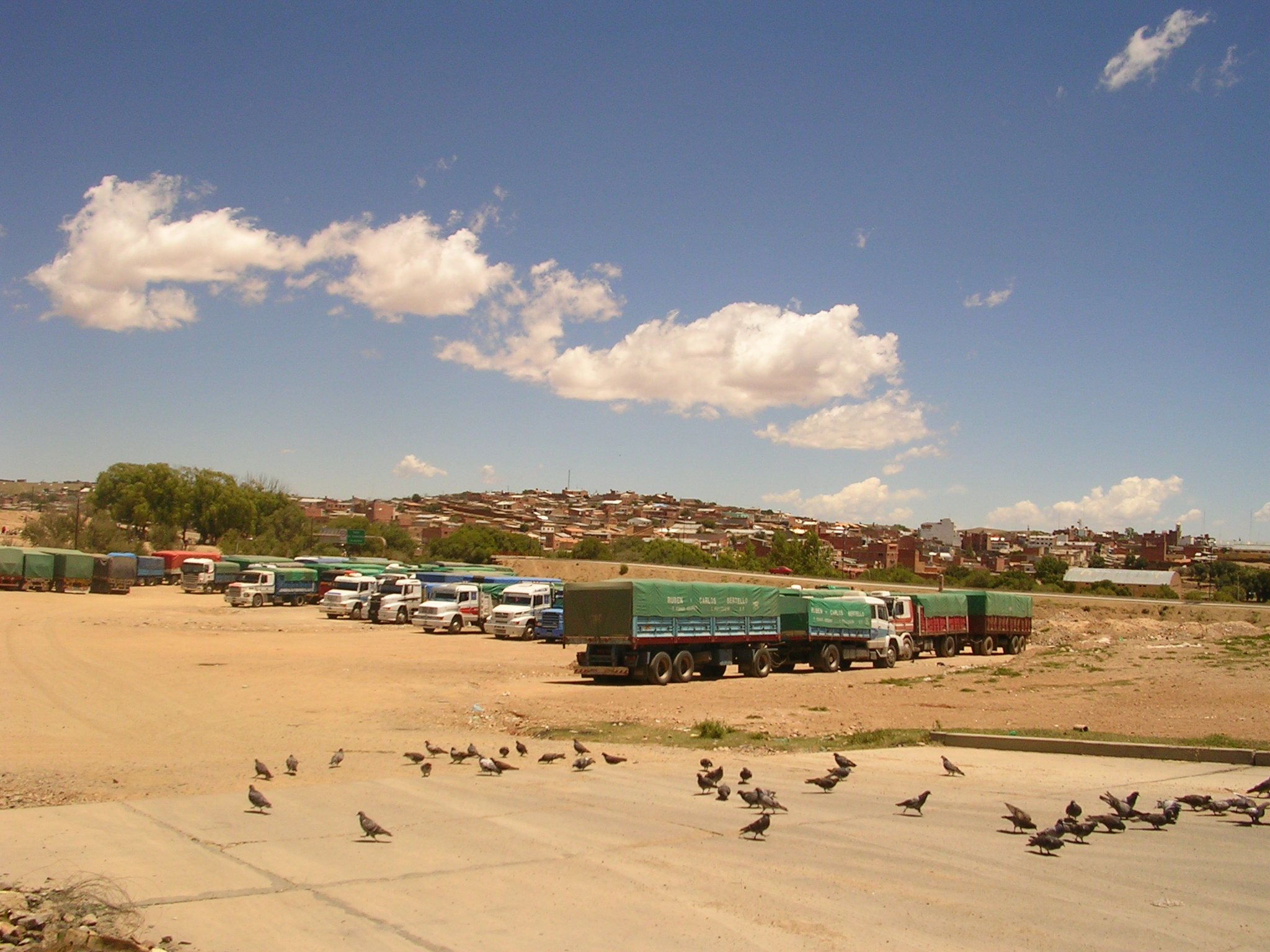
Camions à la frontière, avec Villazón (Bolivie) à l'arrière-plan.
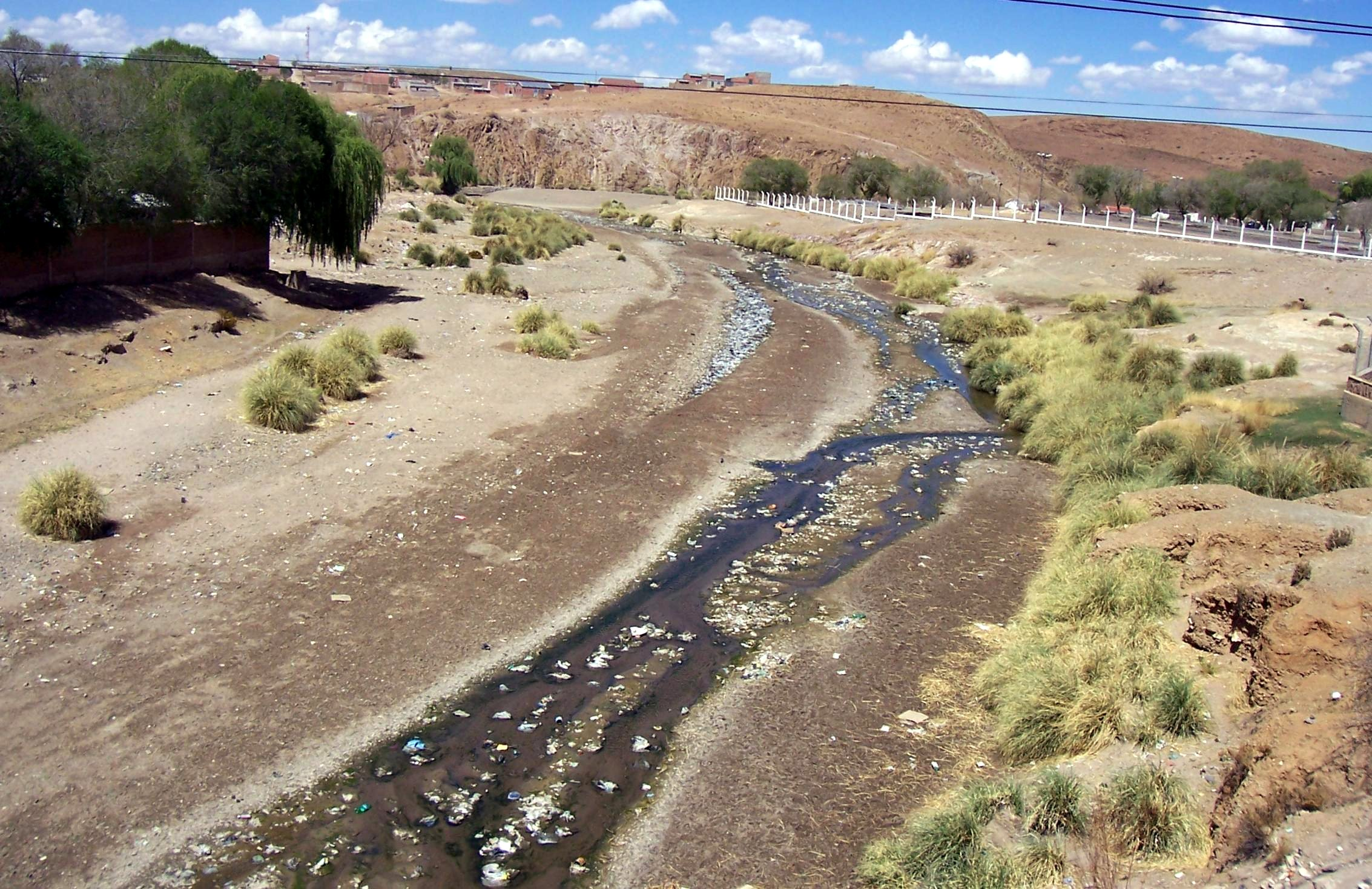
Le río La Quiaca, à la frontière entre la Bolivie (à gauche) et l'Argentine (à droite).